# Maksim Maksimov (calciatore)
Maksim Sergeevič Maksimov (in russo Максим Сергеевич Максимов?; Voronež, 4 novembre 1995) è un calciatore russo, attaccante della Torpedo Mosca.

## Carriera
Il 31 agosto 2017 viene acquistato a titolo definitivo per 350.000 euro dalla squadra macedone del Vardar.

## Palmarès

### Individuale
- Capocannoniere della Pervenstvo Futbol'noj Nacional'noj Ligi: 1

2021-2022